# Göteborg-klass (korvett)
Göteborg-klass är en korvettklass inom svenska marinen. Korvetter av Gävle-klass är HMS Göteborg, HMS Gävle, HMS Kalmar och HMS Sundsvall. Korvetterna typ Gävle är byggda under åren 1990–1993.
HMS Göteborg och HMS Kalmar är avrustade sedan 2007 och ingår inte i Försvarsmaktens organisation.
Enligt försvarets materialförsörjningsplan 2013 är två av fartygen planerade för modifiering 2014–2020. 

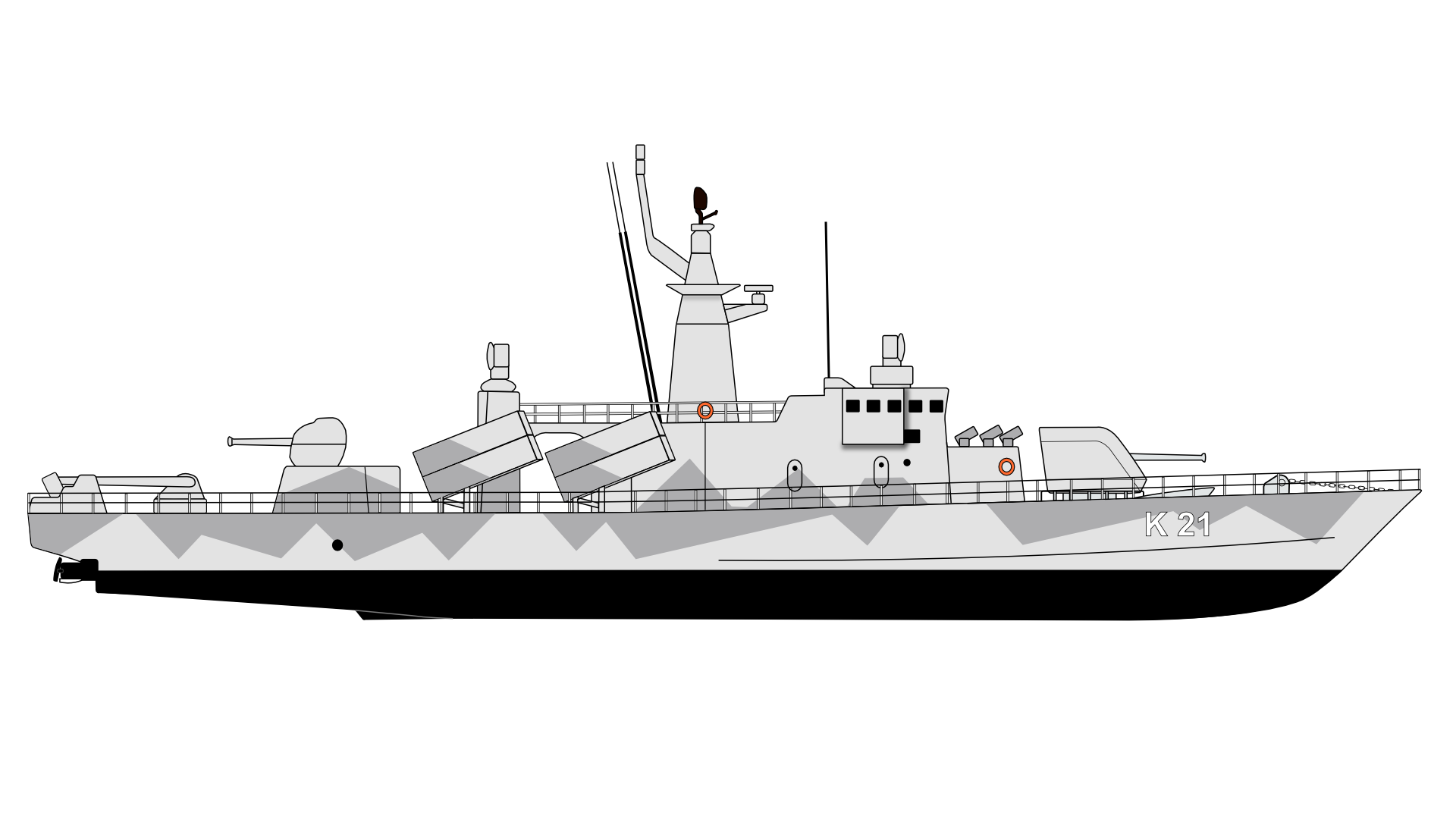
Ritning av Göteborgsklasskorvetten.

## Fartyg i klassen
| Fartygsnummer | Namn            | Byggandet påbörjas | Sjösattes        | I tjänst          | Regemente                  | Status     |
| ------------- | --------------- | ------------------ | ---------------- | ----------------- | -------------------------- | ---------- |
| K21           | HMS Göteborg    | 10 Februari 1986   | 13 April 1989    | 15 Februari 1990  | Fjärde sjöstridsflottiljen | Avvecklade |
| K22           | HMS Gävle       | 12 Januari 1987    | 23 Mars 1990     | 17 September 1990 | Fjärde sjöstridsflottiljen | I tjänst   |
| K23           | HMS Kalmar      | 21 September 1988  | 1 November 1990  | 1 September 1991  | Fjärde sjöstridsflottiljen | Avvecklade |
| K24           | HMS Sundsvall   | Mars 1989          | 29 November 1991 | 7 Juni 1993       | Fjärde sjöstridsflottiljen | I tjänst   |
| K25           | HMS Helsingborg | Avbeställd         | Avbeställd       | Avbeställd        | Avbeställd                 | Avbeställd |
| K26           | HMS Härnösand   | Avbeställd         | Avbeställd       | Avbeställd        | Avbeställd                 | Avbeställd |